# Big Bad Wolf
Big Bad Wolf (Brasil: A Fera Assassina ) é um filme dos Estados Unidos, do gênero terror, dirigido por Lance W. Dreesen. Lançado em 2006, foi protagonizado por Trevor Duke como Derek Cowley e Kimberly J. Brown como Samantha Marche.